# Zé Eduardo Nazário
José Eduardo Pinto Nazário (São Paulo, 25 de setembro de 1952) é um baterista e percussionista brasileiro. É considerado, segundo publicações especializadas, como um dos principais professores de bateria do Brasil, recebendo da revista Modern Drummer brasileira e de colegas a alcunha de "o professor dos professores". 
Também é tido  um dos definidores da linguagem brasileira para a bateria, ao lado de nomes como Airto Moreira, Edison Machado, Nenê (Realcino Lima Filho), Dom Um Romão, Robertinho Silva e Paulo Braga. Além disso, faz parte do seleto grupo de brasileiros que domina a música indiana, tendo sido um dos primeiros a ensinar a tabla em território nacional.

## Biografia
Após ter aulas de piano quando criança, iniciou na bateria por influência de seu primo Luiz Manini que lhe apresentou a bossa-nova e o jazz e lhe ensinou os primeiros passos no instrumento. Aos 12 anos já participava de seu primeiro grupo, o Xangô 3.
Ainda jovem, concebe e escreve para a bateria a estrutura rítmica do Jequibau, uma espécie de samba em compasso de cinco tempos. A estrutura seria usada na gravação do disco Jequibau, The Exciting New Rhythm From Brazil, de Mario Albanese e Ciro Nogueira, no qual todas as músicas (sambas e bossas instrumentais e orquestrados) foram escritas em compassos de 5/4 (cinco por quatro).
A inovação do Jequibau, em termos da linguagem para bateria, consistiu no uso do chimbau executado com o pé à maneira do samba, mas em tempos alternados. Estruturada em um ciclo de dois compassos, a bateria do Jequibau tem o chimbau executado nos tempos dois e quatro do primeiro campasso e nos tempos 1, 3 e 5 do segundo. No samba e bossa, tradicionalmente escritos em compassos binários, este instrumento é ouvido sempre nos contratempos.
Apesar de ser o criador, Nazário não atuou nas gravações do álbum.
Em 1966 conhece o baterista Edson Machado com quem trava amizade e passa a tocar no circuito das boates do Rio de Janeiro, onde atuou no grupo do pianista Tenório Júnior(Francisco Tenório Júnior) e conheceu Guilherme Franco com quem montou o Grupo Experimental de Percussão de São Paulo. Gravou com Gato Barbieri a trilha do filme Minha Namorada de Zelito Viana. Em 1972 grava com o grupo Mandala ao lado de Roberto Sion e Nelson Ayres.
Em 1973, passa a atuar no grupo de Hermeto Pascoal criando a barraca de percussão, uma mesa estilo da dos feirantes onde ele e Hermeto disponibilizavam um número considerável de instrumentos de percussão a serem tocados com um só instrumento.
Em 1974 forma o grupo Malika com seu irmão Lelo Nazário e o saxofonista Hector Costita e participou, em 1976, do álbum Imyra, Tayra, Ipy do compositor e cantor Taiguara.
Em 1977 forma o Grupo Um com Rodolfo Stroeter no baixo e Lelo Nazário ao piano, partindo decididamente para o Free-jazz . Convidado para fazer parte do grupo de Egberto Gismonti , grava o álbum Nó Caipira do compositor fluminense ao lado de Mauro Senize e Zeca Assumpção em 1978.
Tocou na turnê Tropical Jazz Rock com o guitarrista inglês John McLaughlin com quem excursionou por Buenos Aires.
Também gravou nesta mesma época o álbum Clube da Esquina 2 (1978) onde acompanha diversos músicos mineiros como Lô Borges e Milton Nascimento.
Em 1989 organiza o Duo Nazário e em 1991 é convidado por Rodolfo Stroeter para substituir Nenê no grupo Pau-Brasil. Em 1997, recebe do governo indiano uma honraria pela sua contribuição de divulgação da música indiana no Brasil, isso pelo seu trabalho com a cantora indiana Meeta Ravindra.
Atualmente Zé Eduardo acompanha o guitarrista norte americano Jonh Stein, tendo gravado o álbum Encounter Point em 2007 na cidade norte-americana de Boston.

## Discografia

### Solo
- Poema da Gota Serena (1982)
- ZEN (1998)

### Com o grupo Percussônica
- Percussônica (1999)
- Hoje (2004)

### Com o grupoPau Brasil
- Babel (1994)
- Pau Brasil/Hermeto Pascoal (1995)

### Com oGrupo Um
- Marcha Sobre a Cidade (1979)
- Reflexão Sobre a Crise do Desejo (1981)
- Flor de Plástico Incinerada (1982)

### Participações
- Ana Maria e Maurício Vol.2 (1972)
- Romance do Pavão Misterioso - Ednardo (1974)
- Wando - Wando (1975)
- Imyra, Tayra, Ipy - Taiguara - Taiguara (1976)
- Berro - Taiguara (1976)
- Casa Encantada - O Terço (1976)
- MPBC - Nelson Ayres (1978)
- Brasil 4 Ever - Brasil 4 Ever (1980)
- Nó Caipira - Egberto Gismonti (1978)
- Clube da Esquina 2 - Milton Nascimento (1978)
- Olho D'àgua - Marlui Miranda (1979)
- Terra dos Passáros - Toninho Horta (1980)[4]
- Mistérios da Amazônia - Carioca e Devas (1980)
- MPBC - Stênio (1980)
- Luar do Sertão - Carioca e Convidados (1982)
- Ciranda - Carioca (1983)
- Chassons Métisses - Frederic Pagès (1983)
- Violão Popular Brasileiro Contemporâneo - Marco Pereira (1985)
- Dança dos Tons - Badi Assad (1989)
- Ich wollte meine Schule zershneiden - The Blech (1989)
- Cantando Caetano - Vânia Bastos (1992)
- Nome - Arnaldo Antunes (1993)
- Ná - Ná Ozzeti (1994)[5]
- Soccerland - Ivo Perellman (1994)
- Tapeba Songs - Ivo Perellman (1996)
- Meu Brasil - Teco Cardoso
- Trampolim - Mônica Salmaso (1997)
- Caixa de Folia - Zeca Assumpção (1998)
- No Lago do Olho - Cid Campos (2001)
- Lindas e Benditas - Elder Costa (2001)
- Avó - Jorge Marciano (2003)
- Janela - Felipe Avila (2003)
- Fala da Palavra - Cid Campos (2004)
- A Montanha - Zé Helder (2004)
- Homenagem a Johnny Alf - Duo Fernando's Fernando Pacheco
- Desconcerto - Euler Ferreira (2005)
- Beatles Brasil - Felipe Avila (2005)
- Concierto Internacional de Jazz - John Stein (2006)
- Canja - André Juarez (2007)
- Babeleyes - Tetê Espíndola e Phíllipe Kadosh (2008)